# Saint-Aignan-sur-Ry
Saint-Aignan-sur-Ry è un comune francese di 304 abitanti situato nel dipartimento della Senna Marittima nella regione della Normandia.

## Società

### Evoluzione demografica
Abitanti censiti